# Sven Madžarević
Sven Madžarević (Zagreb, 28. ožujka 1985.) je hrvatski kazališni i televizijski glumac.

## Filmografija

### Televizijske uloge
- "Zora dubrovačka" kao Andro Butigan (2014.)
- "Stipe u gostima" kao prodavač karata (2012.)
- "Bibin svijet" kao konobar (2010.)
- "Dobre namjere" kao Mervar (2007. – 2008.)
- "Cimmer fraj" kao Luka Fabro (2007.)
- "Obični ljudi" kao kriminalac (2007.)
- "Villa Maria" kao Sven Lovrek (2004. – 2005.)
- "Ljubav ili smrt" kao Ratko 'Koko' Milić (1999.)
- "Obiteljska stvar" kao Alan Kovač (1998.)

### Sinkronizacija
- "Veliko putovanje 3: Utrka oko svijeta" (2025.)
- "Veliko putovanje 2: Specijalna dostava" kao panda (2024.)

## Vanjske poveznice
- Sven Madžarević u internetskoj bazi filmova IMDb-u (engl.)